# Cearanthes
Cearanthes là chi thực vật có hoa trong họ Amaryllidaceae.